# Marats död (målning av Munch)

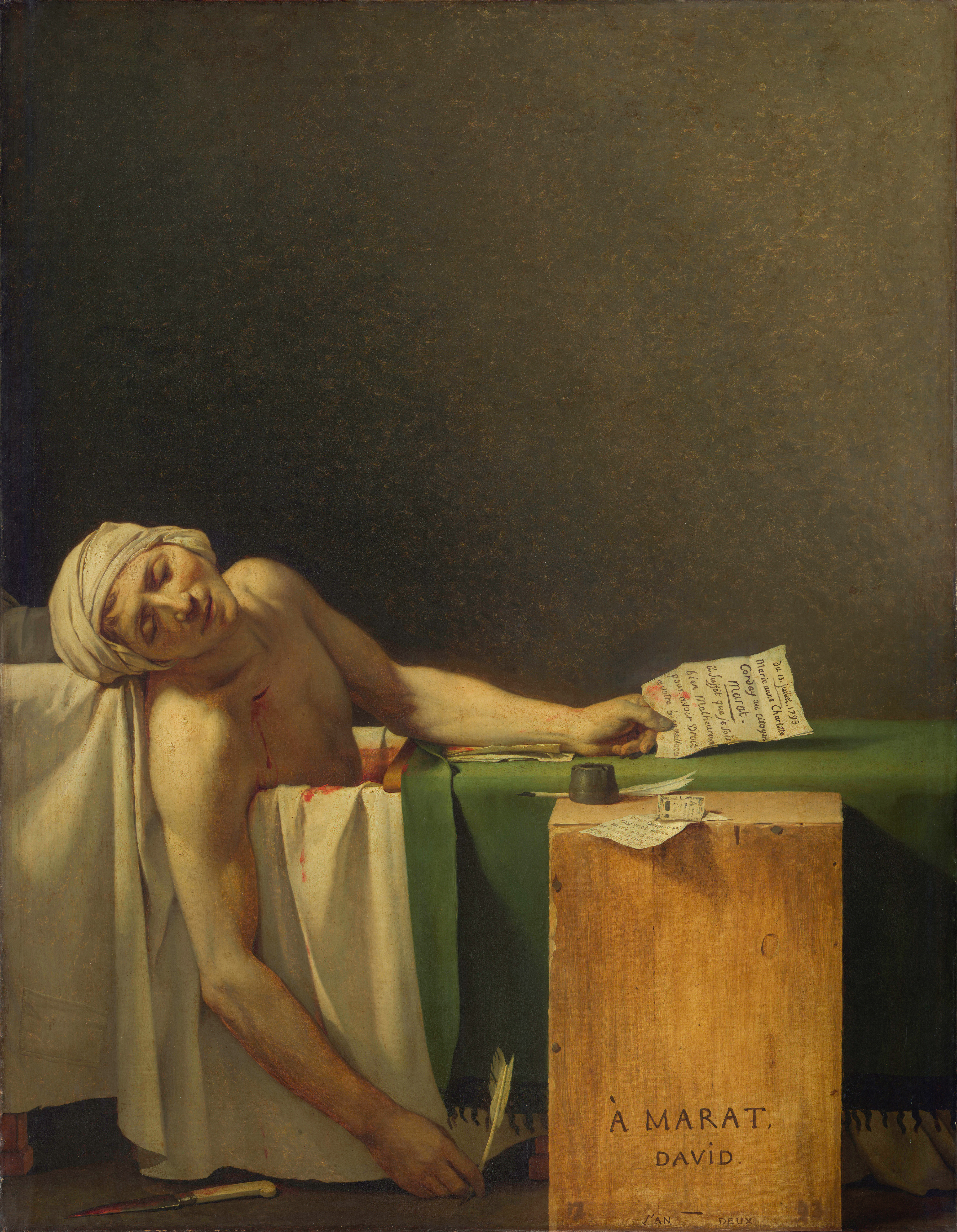
Jacques-Louis Davids målning Marats död från 1793.

Marats död (norska: Marats død) är benämningen på tre oljemålningar av den norske konstnären Edvard Munch från 1907. Målningarna ingår i Munchmuseets samlingar i Oslo. 
Målningens tema är mordet på den franske tidningsmannen och politikern Jean Paul Marat den 13 juli 1793. Marat var en av den yttersta vänsterns ledare under franska revolutionen och blev känd som en förespråkare av terror i den revolutionära kampen. Han knivhöggs till döds i sitt badkar av girondisten Charlotte Corday som betraktade Marat som den huvudansvarige för Girondens och republikens fall. Händelsen är känd från Jacques-Louis Davids målning Marats död, ett verk som Munch var väl förtrogen med och beundrade. 
Men Munch intresserade sig egentligen inte för vare sig den historiska bakgrunden eller för brottets detaljer. Det avgörande tycks ha varit att det rörde sig om en kvinna som mördat en man, en omskrivning av hur Munch uppfattar kvinnans makt över mannen. Munch var vid tidpunkten starkt påverkad av uppbrottet från fästmön Tulla Larsen, vars drag återfinns i Cordays porträtt. Munch och Larsen träffades i Berlin 1899 och inledde ett stormigt förhållande. Den frisinnade överklassdamen Larsen ville gifta sig med Munch, men han tvekade samtidigt som hans hälsa försämrades och hans alkoholintag ökade. Under ett gräl 1902 skottskadades Munch i vänsterhanden; skottincidenten har sannolikt inspirerat Munch till Marats död. Till slut bestämde Larsen sig för att lämna den försupne Munch. När hon sedan gifte sig med en annan man blev Munch så förbittrad att han sågade itu ett dubbelporträtt av dem.  
Marats död och den ungefär samtidigt tillkomna Badande män innebar en förändring i Munchs konstnärliga uttryck. Tidigare hade Munch framför allt målat med långa penseldrag, enhetliga färgfält med tydliga konturer, vilket kan ses i hans berömda målningar ur Livsfrisen. Men i 1907 års Marats död målade Munch kraftiga, luftiga former som ställvis åstadkommits med hjälp av rytmiskt målade linjer. 

## Lista över olika versioner och relaterade målningar
| Målning | Namn                                  | Nummer | År        | Storlek    | Typ         | Museum      | Stad |
| ------- | ------------------------------------- | ------ | --------- | ---------- | ----------- | ----------- | ---- |
|         | Mord                                  | 741    | 1906      | 69,5 × 100 | Olja på duk | Munchmuseet | Oslo |
|         | Mordersken                            | 742    | 1906      | 110 x 120  | Olja på duk | Munchmuseet | Oslo |
|         | Marats død                            | 743    | 1906–1907 | 70 x 76    | Olja på duk | Munchmuseet | Oslo |
|         | Marats død                            | 767    | 1907      | 75 × 98    | Olja på duk | Munchmuseet | Oslo |
|         | Marats død                            | 768    | 1907      | 153 x 149  | Olja på duk | Munchmuseet | Oslo |
|         | Mordersken                            | 786    | 1907      | 89 × 63    | Olja på duk | Munchmuseet | Oslo |
|         | Charlotte Corday                      | 1668   | 1930      | 120 × 80   | Olja på duk | Munchmuseet | Oslo |
|         | Marat i badekaret og Charlotte Corday | 1669   | 1930      | 80 × 120   | Olja på duk | Munchmuseet | Oslo |
|         | Marat i badekaret og Charlotte Corday | 1670   | 1930      | 83 × 118   | Olja på duk | Munchmuseet | Oslo |